# Conodontophorida
Sous-embranchement
Classes de rang inférieur
- †Conodonta Pander, 1856
- autres taxons :voir paragraphe #Taxons

Les Conodontophorida sont un  sous-embranchement fossile avec principalement l'ordre des conodontes et ses semblables. Les différentes espèces ont été trouvées dans des terrains datant du Cambrien (−520 Ma) au Trias.

## Historique
Le sous-embranchement des Conodontophorida est décrit en 1930 par le paléontologue Wilhelm Eichenberg,. 
Certains auteurs considèrent le terme comme un synonyme de Conodonta. C'est un synonyme d'Euconodonta (ou conodontes vrais), au sens de Lindström, 1970. Il semble être une sorte de taxon poubelle pour stocker des genres dont l'allocation à une famille est difficile[réf. nécessaire].

### Fossiles
Selon Paleobiology Database en 2024, le nombre de collections référencées de fossiles est de 8991 collections. ces collections sont du Meishcunien du Terreneuvien du Cambrien inférieur au Pliensbachien du Jurassique inférieur, c'est-à-dire datées de 530,7 à 182,7 Ma avant notre ère.

## Taxons
Selon Paleobiology Database en 2024, les taxons inclus sont :
Algherella, Alternognathus, Amydrotaxis, Angulodus, Axiothea, Caenodontus, Chirognathacea, Conodonta, Declinognathodus, Dentacodina, Dichodella, Distacodontacea, Elsonella, Embaysgnathus, Eocarniodus, Evencodus, Exochognathus, Fryxellodontacea, Fungulodus, Geniculatus, Hibbardellacea, Hindeodelloides, Hindeodina, Homoiranognathus, Huddlella, Istorinus, Laterignathus, Leutorhinion, Mestognathidae, Mitrellotaxis, Neocavitella, Norigondolella, Oligodus, Ozarcodina, Panderodontacea, Paraprionodus, Pavlovites, Playfordia, Polygnathellus, Prattognathus, Pravognathus, Proconodontacea, Pseudosweetognathus, Ptilognathus, Rhodalepus, Roundya, Schopfodus, Sibiriodus, Steptotaxis, Subbryantodus, Tuxekania, Volgelgnathus, Windsorgnathus.